# Ганс-Густав Фельбер
Ганс-Густав Фельбер (нім. Hans-Gustav Felber; нар. 8 липня 1889, Вісбаден — пом. 8 березня 1962, Франкфурт-на-Майні) — німецький воєначальник часів Третього Рейху, генерал від інфантерії (1943) вермахту. Кавалер Лицарського хреста Залізного хреста (1941). Учасник Першої та Другої світових війн.

## Біографія
Військова кар'єра
- 19 березня 1908 — фанен-юнкер
- 18 травня 1908 — фанен-юнкер-єфрейтор
- 16 червня 1908 — фанен-юнкер-унтерофіцер
- 19 листопада 1908 — фенрих
- 19 серпня 1909 — лейтенант
- 27 січня 1915 — оберлейтенант
- 27 січня 1917 — гауптман
- 1 квітня 1928 — майор
- 1 квітня 1932 — оберстлейтенант
- 1 липня 1934 — оберст
- 1 жовтня 1937 — генерал-майор
- 1 жовтня 1939 — генерал-лейтенант
- 1 серпня 1940 — генерал від інфантерії

Ганс-Густав Фельбер народився 8 липня 1889 року в столиці прусської провінції Гессен-Нассау, місті Вісбаден. 19 березня 1908 року прийнятий на службу фанен-юнкером до 3-го Гессенського піхотного полку Nr. 117 у Майнці. 19 серпня 1909 року йому присвоєне звання лейтенант.
З початком Першої світової війни Фельбер разом з полком бився на Західному фронті. Брав участь у битві на Марні, Верденській битві, битві на Соммі, битві біля Пашендейла. За час війни відзначений Залізними хрестами обох ступенів.
Після розпаду Німецької імперії залишився в лавах збройних сил Веймарської республіки, командував різними підрозділами.
У липні 1935 року став начальником штабу III армійського корпусу. У квітні 1938 року обійняв посаду начальника штабу 3-го армійського командування, яке було перетворено у 1939 році на 8-му польову армію під час підготовки до нападу на Польщу. Участь у Польській кампанії, після переведений на захід, де став начальником штабу 2-ї армії, а незабаром начальником штабу групи армій «C» під командуванням Вільгельма Ріттера фон Лееба. Участь у Французькій кампанії вермахту.
25 жовтня 1940 року очолив XIII армійський корпус у складі 4-ї армії генерал-полковника фон Клюге під час нападу на Радянський Союз.
У січні 1942 року він був переведений до командного резерву, а у квітні став командиром 45-го командування особливого призначення, яке виконувало окупаційні функції на території окупованої Франції на лінії розмежування.
21 травня 1942 року під його керівництвом було сформовано армійську групу під його ім'ям. У цій ролі він був причетний до проведення операції «Антон», окупації півдня Франції в листопаді 1942 року. У серпні 1943 року він був призначений командувачем військ вермахту на Південному Сході (відповідальність за Югославський театр війни), згодом переформовану на армійську групу «Сербія». Керував діями німецьких військ в окупованій Югославії. Потім став командувачем Командування особливого призначення «Вогези».
З 22 лютого по 25 березня 1945 року командував 7-ю армією. Проте, незабаром Фельбер був відсторонений від посади і перебував у резерві до кінця війни. 8 травня 1945 року узятий в полон американськими військами; з табору військовополонених його звільнили 8 травня 1948 року.

## Нагороди
- Нагрудний знак керівника повітряної кулі (31 липня 1912)
- Залізний хрест
  - 2-го класу (10 вересня 1914)
  - 1-го класу (24 грудня 1915)
- Медаль «За відвагу» (Гессен) (7 жовтня 1914)
- Хрест «За військові заслуги» (Брауншвейг) 2-го класу (10 січня 1918)
- Орден Заслуг (Чилі), командорський хрест (17 серпня 1933)
- Почесний хрест ветерана війни з мечами (29 грудня 1934)
- Медаль «За вислугу років у Вермахті» 4-го, 3-го, 2-го і 1-го класу (25 років)
- Орден Корони (Югославія) 2-го класу (2 січня або 30 серпня 1939)
- Медаль «У пам'ять 1 жовтня 1938» із застібкою «Празький град»
- Застібка до Залізного хреста
  - 2-го класу (20 вересня 1939)
  - 1-го класу (28 вересня 1939)
- Орден Корони Італії, великий офіцерський хрест (вересень 1940)
- Лицарський хрест Залізного хреста (17 вересня 1941)
- Медаль «За зимову кампанію на Сході 1941/42» (3 серпня 1942)